# Blecaute na Ilha de Santa Catarina em 2003

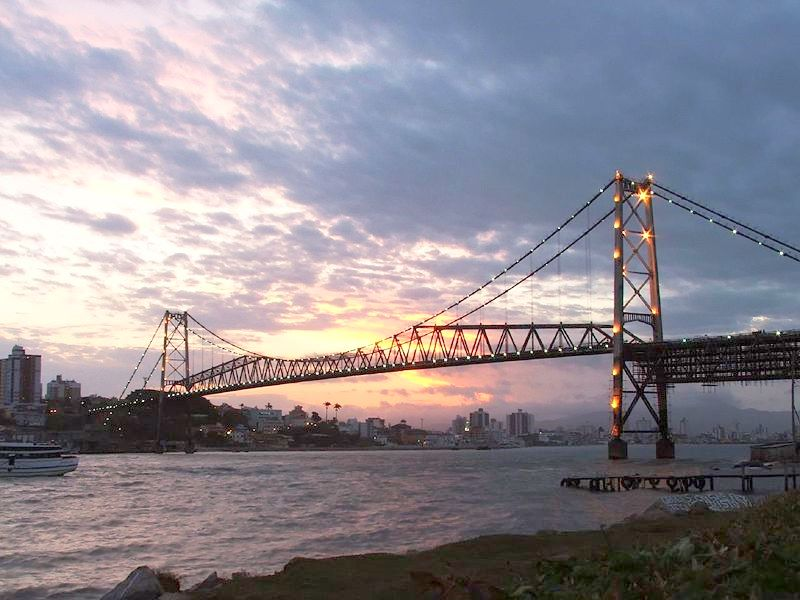
A maior parte de Florianópolis ficou sem luz por quase três dias em 2003.

Um blecaute atingiu a parte insular de Florianópolis por cerca de 55 horas no final de outubro de 2003, após um acidente nos cabos de transmissão de energia que passam por dentro de uma das pontes de ligação com o continente. Por quase três dias, a ilha ficou às escuras, causando diversos transtornos a população.

## O acidente
No dia 29 de outubro de 2003, uma equipe da Celesc estava fazendo um reparo de rotina nos cabos condutores de média tensão da Ponte Colombo Salles, umas das três pontes de Florianópolis, quando uma explosão ocorreu num botijão de gás que ajudava na iluminação da galeria, as 13h16. A explosão atingiu cerca de 80 metros da laje superior da ponte, incluindo os cabos de alta tensão que faziam a transmissão de energia da ilha, que só passavam por ali. Dois dos funcionários que faziam o reparo se jogaram no mar e outros três conseguiram escapar às pressas. Todos sobreviveram. Essa explosão acabou danificando até mesmo o asfalto da ponte. Algumas horas depois, por precaução, duas faixas das quatro foram fechadas.

## Efeitos imediatos
O que era uma tarde comum de quarta em pouco tempo se tornou um caos: sem ter como fazer suas atividades ou para evitar os transtornos, serviços públicos como as escolas e o comércio foram sendo fechados e desativados. A água também começou a faltar devido as bombas movidas por eletricidade, enquanto que hospitais continuaram funcionando com geradores. A comunicação entre os ilhéus ficou restrita - além da falta de luz, algumas operadoras de telefonia também tiveram problemas com os cabos da ponte. Com os semáforos desligados, acidentes de trânsito começaram a acontecer, e os congestionamentos tomaram conta da cidade, resultando com a Polícia Militar sendo chamada para ajudar em alguns cruzamentos. No túnel Antonieta de Barros, no Saco dos Limões, algumas pessoas passaram mal porque, sem energia, o sistema de circulação de ar não deu conta da vazão do gás carbônico dos automóveis. Ele acabou sendo interditado. Com duas faixas da Ponte Colombo Salles fechadas, duas faixas da Ponte Pedro Ivo Campos foram liberadas no sentido inverso, para a saída da ilha. A noite, a imagem mais famosa do apagão surgiu pela primeira vez: a Ponte Hercílio Luz, cartão-postal da cidade, iluminada pela metade (foto). O efeito aconteceu por que parte da ponte era abastecida pelo Estreito, que ainda tinha luz, e parte pela Ilha.

## Reação e segundo apagão
No final da tarde do dia 29 de outubro, a Celesc iniciou uma operação para colocar cabos provisórios aéreos entre os guard-rails da Ponte Colombo Salles. Eles seriam pendurados a partir da subestação de Coqueiros, no continente, até a ilha para restabelecer a energia. Perto das 23 horas ficou claro que essa seria a solução de curto prazo e os reparos na ponte não seriam feitos em pouco tempo. Técnicos da Eletrosul, na ponte, e Celesc, em terra, além de pessoal da Copel, trabalharam nos reparos desde então, que também envolviam levar a energia a mais duas subestações, no Centro e na Trindade.
A Prefeitura de Florianópolis, o governo de Santa Catarina e a Assembleia Legislativa decretaram ponto facultativo para o dia 30 de outubro. O objetivo era evitar as filas que assolaram a cidade no dia anterior. A prefeitura declarou estado de emergência para evitar a burocracia e acelerar o trabalho da operação de emergência. O Exército e a Marinha ficaram de prontidão, com a última cuidando para que barcos não passassem pelas pontes e batessem nos cabos provisórios. A então ministra de Minas e Energia, Dilma Rousseff, recebeu de madrugada um telefonema da senadora Ideli Salvatti repassando informações do governador catarinense, Luiz Henrique da Silveira. Em 2009, Dilma relembrou que faltava um diagnóstico da situação. A Ponte Colombo Salles foi completamente fechada a meia-noite, e as 10h03 da manhã o incêndio resultante da explosão na galeria da Ponte Colombo Salles, onde passam os cabos de média e alta tensão, foi finalmente controlado. No fim da tarde o cabeamento emergencial na ponte foi concluído. Ao contrário do que se achava, a criminalidade diminuiu nesse dia, porém a falta de água passou a afetar cada vez mais bairros.
Às 11h07 da manhã do dia 31 de outubro, o sistema emergencial passou a funcionar após 45 horas e 47 minutos sem luz na Ilha de Santa Catarina. O Centro foi a primeira região a receber energia, sendo que os bairros mais distantes só tiveram luz de novo no fim da tarde. A água, porém, ainda demorou algumas horas para ter seu atendimento normalizado.
Às 19h10 do dia 1º de novembro, um novo apagão atingiu a ilha. Desta vez, a culpa parece ter sido do vento forte, que passou dos 100 km/h e pode ter danificado os cabos. Na contagem, o tempo total da ilha sem luz foi de quase 55 horas.

## Prejuízos e consequências
Durante o blecaute, Florianópolis estava recebendo dois importantes eventos: A feira de comunicações Futurecom e a etapa brasileira do Circuito Mundial de Surf (WCT). O festival de música que acompanharia as competições acabou sendo adiado, enquanto que o Futurecom continuou com geradores. Entretanto, os hotéis estavam preparados para receber um grande público, e tiveram prejuízo com alimentos e bebidas estocadas. O comércio da capital calculou em cerca de R$ 30 milhões o prejuízo causado pelos dias sem luz e movimento.
A Agência Nacional de Energia Elétrica (Aneel) abriu uma investigação que acabou por multar a Celesc em R$ 7,9 milhões pelo descaso na manutenção que ocasionou o incidente. Uma ação dos ministérios públicos Estadual e Federal também multou a Celesc, que teve que pagar R$ 10 milhões, que foram revertidos em obras e serviços.
A ministra Dilma Rousseff criticou a Celesc, dizendo que "no setor elétrico não se pode ter apenas uma fonte de energia. No caso de Florianópolis eles tinham que, diante da primeira eventualidade, ter uma alternativa de energia". Anos mais tarde, Dilma afirmaria que o blecaute resultou em uma "parceria muito importante entre a Celesc e a Eletrosul", se referindo as obras de prevenção realizadas depois do acontecimento.

## Prevenção
Para evitar um novo blecaute, uma série de obras orçada em R$ 178 milhões foi realizada. Foram construídas duas subestações, em Biguaçu e Florianópolis, e duas linhas de transmissão, entre Biguaçu e Palhoça, e entre Palhoça e Florianópolis, incluindo mais de 4 quilômetros de cabos subaquáticos na Baía Sul, que, junto com os cabos consertados da ponte, devem atender a demanda pelos próximos anos. Quando a obra foi terminada, os cabos de emergência do apagão foram desligados e desativados.